# Prosopis nigra
Pour les articles homonymes, voir Algarrobo.
Espèce
Classification APG III (2009)
Statut de conservation UICN

 DD  : Données insuffisantes
Prosopis nigra est une espèce de plantes à fleurs de la famille des Mimosaceae, ou des Fabaceae selon la classification phylogénétique. C'est un arbre que l'on trouve en Amérique du Sud, dans la région du Gran Chaco, en particulier dans la zone de transition entre le Chaco Humide et le Chaco de l'ouest), en Argentine et au Paraguay.
On l'appelle (à tort) algarrobo, ce qui signifie caroubier. Connu comme algarrobo negro, on l'appelle aussi algarrobo dulce, algarrobo morado et algarrobo amarillo.
L'arbre fleurit en septembre et en octobre, et donne des fruits de novembre à mars. Il croît dans des communautés avec l'arbre appelé vinalillo (Prosopis vinalillo) et avec des palmiers Copernicia alba. Comme d'autres espèces de ce genre, il supporte les climats arides, mais il peut aussi survivre en terrain inondé pendant une longue période.
Le  bois est châtain, avec des nervures. Il s'utilise pour des meubles, des barils, et a des propriétés tannantes. Le fruit est une noix, avec une pâte dure à l'intérieur, utilisée pour faire de la farine, et une boisson alcoolisée après sa fermentation.

## Synonyme
- Prosopis algarobilla var. nigra Griseb.